# Piezonucleare
Il termine piezonucleare indica una teoria in base alla quale la pressione meccanica modifica la struttura dello spazio-tempo alla scala subatomica, generando quindi, a detta dei sostenitori, reazioni nucleari. In particolare, con reazioni piezonucleari si indicano le presunte reazioni di fissione nucleare di materiali non radioattivi indotte da ultrasuoni e annunciate da Carpinteri e Mignani a partire dal 2007.
Questa teoria è ritenuta dalla comunità scientifica priva di riscontri e in violazione delle leggi fisiche attualmente conosciute.

## Teoria
Nel 2009 Fabio Cardone, Alberto Carpinteri e Giuseppe Lacidogna pubblicarono un articolo in cui sono riportate emissioni di neutroni da blocchi di granito come segnale della fissione nucleare del ferro in alluminio con associata produzione di neutroni:
{\displaystyle Fe\rightarrow 2(Al+n)}
Secondo gli autori la fissione sarebbe indotta dalla pressione sviluppata in seguito alla frattura delle rocce stesse. Successive analisi da parte dei ricercatori dei laboratori di Frascati hanno riportato una serie di critiche all'articolo, segnalando come l'apparato sperimentale fosse genericamente descritto e impossibile da replicare. In particolare, l'assenza di raggi gamma e l'inadeguatezza dei rivelatori di neutroni avrebbero causato un errore nella corretta identificazione delle particelle emesse, che dovrebbero essere in realtà semplici ioni e fotoni, di origine non nucleare, emessi in seguito alla frattura di rocce (fenomeno noto come fratto-emissione).
Fabio Cardone, Roberto Mignani e Andrea Petrucci hanno anche pubblicato a maggio 2009 un articolo sui risultati dei loro esperimenti dove gli ultrasuoni produrrebbero un aumento di diecimila volte del tasso di decadimento del torio disciolto in una soluzione acquosa. Scienziati svedesi e statunitensi hanno sollevato numerose critiche sui dati sperimentali, osservando ad esempio come questi siano troppo simili fra loro e privi di rumore casuale per poter essere credibili. Cardone e collaboratori hanno fornito risposta a queste critiche ma sono stati nuovamente smentiti.
Cardone e Carpinteri hanno più volte dichiarato che la loro scoperta potrebbe permettere di risolvere i problemi energetici del mondo, che potrebbe anche essere in grado di distruggere le scorie nucleari esistenti e avere anche applicazioni mediche. Un brevetto industriale è stato chiesto da Cardone per un dispositivo in grado di produrre neutroni destinato a diventare la base di un reattore in grado di produrre energia. Secondo il Dott. Giovanni Mana, della Facoltà di Scienze Matematiche, Fisiche e Naturali dell'Università di Torino, la presunta fissione piezonucleare alla base di questo reattore "è un fenomeno incomprensibile, anche perché violerebbe il principio di conservazione dell'energia".

## Polemiche
Nel 2012 ha sollevato molte polemiche la decisione di Alberto Carpinteri (uno dei coautori degli articoli nei quali si sostiene l'esistenza delle reazioni piezonucleare e a capo dell'INRiM) di finanziare con fondi pubblici la ricerca sul piezonucleare; contro tale scelta oltre 900 scienziati hanno scritto al Ministero dell'Istruzione, dell'Università e della Ricerca affinché "possa ricondurre la politica dell'istituto metrologico nazionale entro i canoni della prassi scientifica unanimemente accettata in tutto il mondo". Nel 2015, la rivista Meccanica ha ritirato 11 articoli di Carpinteri e collaboratori, a causa di possibili conflitti di interesse.